# GSC 02620-00648
GSC 02620-00648 és una estrella doble en la constel·lació d'Hèrcules. El més brillant de la parella és una estrella d'una magnitud de 12 que es va localitzar a uns 1400 anys llum de la Terra. Aquesta estrella és aproximadament 1,18 vegades més massiva que el Sol.

## Sistema planetari
L'any 2006, el programa TrES va descobrir l'exoplaneta TrES-4b utilitzant el mètode de trànsit. Aquest planeta orbita al voltant de l'estrella primària.
| Companya (per ordre des de l'estrella) | Massa            | Semieix major (ua) | Període orbital (dies) | Excentricitat | Inclinació | Radi |
| -------------------------------------- | ---------------- | ------------------ | ---------------------- | ------------- | ---------- | ---- |
| TrES-4b                                | 0.919 ± 0.073 MJ | 0.05091 ± 0.00071  | 3.553945 ± 7.5e-05     | 0             | —          | —    |

## Estrella binària
L'any 2008 es va dur a terme un estudi de 14 estrelles amb exoplanetes que es van descobrir originàriament utilitzant el mètode de trànsit mitjançant telescopis relativament petits. Aquests sistemes van ser reexaminats amb el telescopi reflector de 2,2M de l'Calar Alto Observatori a Espanya. Aquest sistema estel·lar, juntament amb altres dos, es va determinar que era un sistema d'estrelles binàries prèviament desconegut. L'estrella secundària anteriorment desconeguda és una estrella dèbil de magnitud 14 K o de tipus M separada per uns 755 ua de la primària, que apareix desplaçada des de la primària per aproximadament un arc segon en les imatges. Aquest descobriment va donar com a resultat un recalculació de paràmetres tant per al planeta com per a l'estrella primària.